# Bar Āftāb-e Sādāt
Bar Āftāb-e Sādāt är en ort i Iran.   Den ligger i provinsen Khuzestan, i den centrala delen av landet, 500 km söder om huvudstaden Teheran. Bar Āftāb-e Sādāt ligger 2 907 meter över havet och antalet invånare är 306.
Terrängen runt Bar Āftāb-e Sādāt är huvudsakligen bergig, men den allra närmaste omgivningen är kuperad. Bar Āftāb-e Sādāt ligger uppe på en höjd. Runt Bar Āftāb-e Sādāt är det ganska tätbefolkat, med 56 invånare per kvadratkilometer. Närmaste större samhälle är Qal‘eh Tall, 19,4 km sydväst om Bar Āftāb-e Sādāt. Omgivningarna runt Bar Āftāb-e Sādāt är i huvudsak ett öppet busklandskap.